# NGC 5491A
NGC 5491A (другие обозначения — UGC 9072, MCG 1-36-22, ZWG 46.63, IRAS14084+0636, PGC 50630) — спиральная галактика (Sb) в созвездии Дева.
Этот объект входит в число перечисленных в оригинальной редакции «Нового общего каталога».
В галактике вспыхнула сверхновая SN 2009nk типа Ia, её пиковая видимая звездная величина составила 17,0.